# 釋奠禮

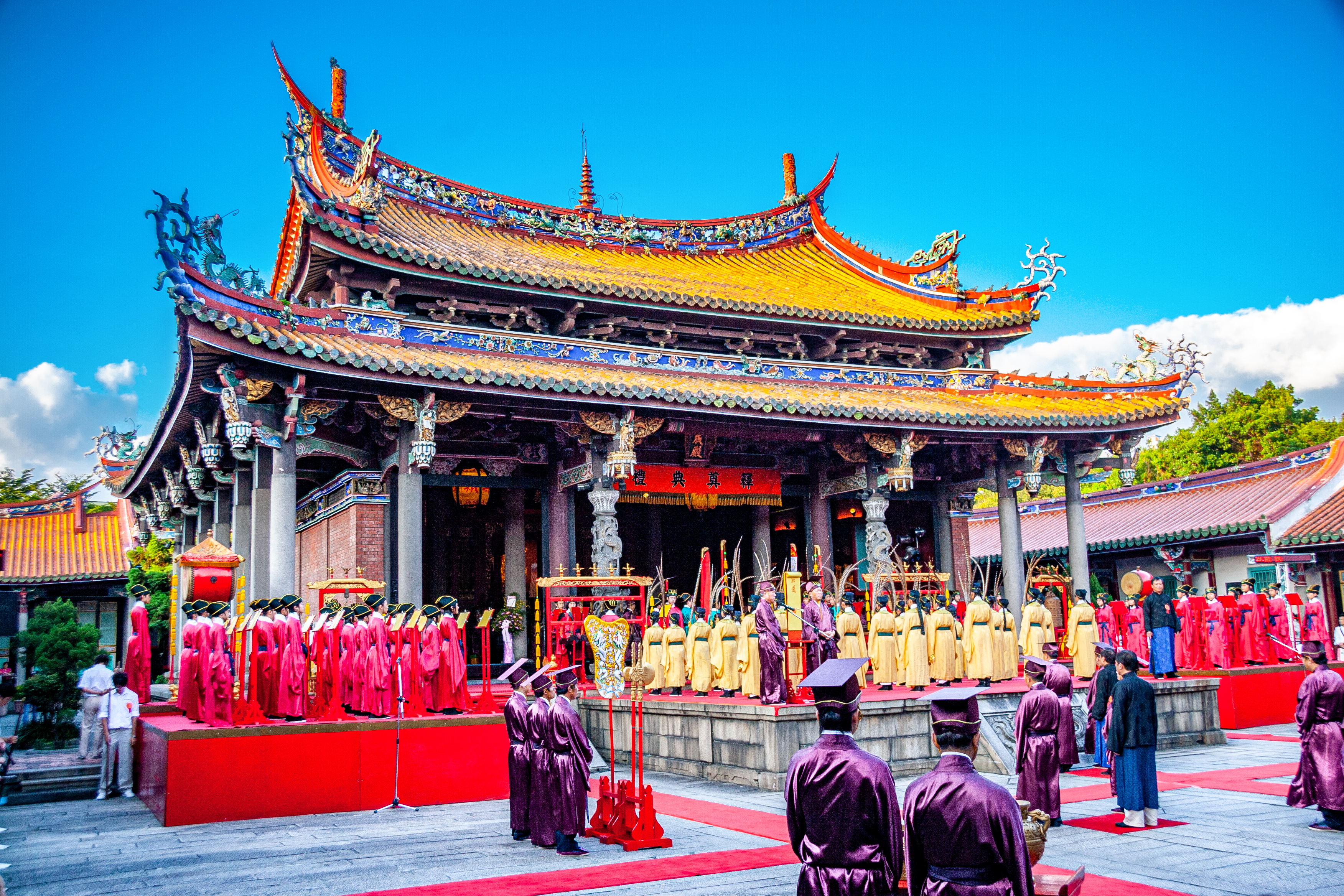
臺北市孔廟釋奠典禮

釋奠禮，為古代祭祀先聖、先師的禮儀，現今主要用於祭祀孔子。所謂「釋」意為設置，「奠」為奠幣、祭品，乃是指陳設祭品以祀神。原本有四時的固定祭儀，後改為春季、秋季二祭。於古代時，天子與諸侯立學校、天子視學、征伐歸來也舉行釋奠典禮。

## 内容
《礼记·文王世子》记载：“凡學，春官釋奠於其先師，秋冬亦如之。凡始立學者，必釋奠於先聖先師；及行事，必以幣。凡釋奠者，必有合也，有國故則否。凡大合樂，必遂養老。”文中记载了学校要按季节向先师供奉祭品进行祭祀，学生们要举行歌舞和敬老之礼（接待贤者、长辈），新设立学校时要向先圣、先师用币帛进行祭祀等内容。此外，该篇还记载了简略的释菜仪式后省略舞蹈，只进行一献之礼。这被认为意味着在正式的释奠场合会举行舞蹈，并且会设置宴会之席，以便神与人共同饮食。另外，学生入学时也会举行释奠之礼，除此之外，作为临时举行的释奠之礼，还有年少天子入学时、大学开始教学时等情况。“釋”和“奠”本来都有放置、排列供品的意思。特别是“釋”有时特指释菜，“奠”有时特指奠币。前者是供奉蔬菜，也有作为不供奉奠币、奠馔、酒的简略仪式来举行的情况。不过，后来释菜和释奠作为仪式的区别不再被严格区分，如今也有虽然采用释奠的形式但使用“释菜”名称的例子。后者是供奉币帛（绢帛）。不过，从广义上来说，有时也包括供奉牺牲（羊、牛、猪等）的奠馔。

## 溯源
釋奠禮首見於《禮記》，古代立學時，必釋奠祭祀先聖、先師。至於祭孔，原屬曲阜孔氏家祭。据《史记》记载，孔子去世后，仰慕他的弟子和鲁国的人们住在孔子墓周围，进行讲学和各种礼仪活动。公元前195年，漢高祖路过孔子的故乡鲁国（曲阜）时，首次以天子身分，用太牢（供奉牛、羊、猪肉的重要祭祀）祭孔。建武五年（29年）汉光武帝至鲁地，也命令大司空祭祀孔子。此后，在曲阜祭祀孔子成为惯例。规定具体程序的，最早记载于《后汉书・礼仪志・上》，汉明帝永平二年（59年），命令郡县在学校举行乡饮酒之礼来祭祀孔子，并用犬作为牺牲。241年（正始二年），魏齊王命太常以釋奠禮祭孔於辟雍，為釋奠祭孔之始。東晉以後，歷代皆為定制。

## 发展
此后，天子本人或者其代表皇太子、皇族、高官等开始参加释奠之礼。特别是年少的天子或将来继承皇位的皇太子出席儒教重要的释奠仪式，在中国将儒教作为国家统治理念的王朝中被视为重要之事。西晋元康三年（293年），国子学设立时，天子入学并举行了仪式（释奠）。东晋咸康元年（335年），成帝因为习得了《诗经》，亲自参加了同年的释奠仪式，升平元年（357年），晋穆帝亲自参加释奠仪式，并讲解了《孝经》。关于南北朝时期的释奠，在《昭明文选》收录的颜延之的《皇太子释奠会作诗》中有所描述。根据这首诗可知，在释奠之前，会在作为释奠会场的太学正殿进行经典的讲解和讨论，释奠之后，会在宫殿内由天子主办宴会，因此，人们认为讲解→释奠→宴会构成了释奠仪式的一系列流程。北齐时确立了春秋二仲制，即在春季和秋季中间的月份，也就是二月和八月举行，释奠的形式基本完成，但对于祭祀对象先圣和先师分别对应谁，孔子应如何定位，存在争议，有先圣是周公、先师是孔子的说法，也有先圣是孔子、先师是颜回的说法，不同的王朝祭祀对象有所不同。
唐朝建立后，不仅在国子监建立孔子庙，还让州县也建立学校并举行释奠之礼。另外，永徽令采用了先圣是周公的说法，但开元令采用了孔子为先圣、颜回为先师的说法，并成为定制。而且，该令施行后不久，根据李元瓘的奏请，按照先师的规格祭祀孔门十哲，还祭祀了孔子的七十二弟子、先儒二十二贤。此外，作为唐朝释奠值得特别提及的一点是，已知存在单独的祭祀齐太公吕尚等兵学相关先圣、先师的“齐太公释奠”。进入宋朝后，曾子、子思、孟子等原本不在十哲之列的人也开始作为先师配享祭祀。随着时代的发展，宋儒等后世优秀的儒学者也成为配享祭祀的对象。元朝也增加了对元儒的配享祭祀。明朝洪武十四年（1380年），废除了在释奠场所祭祀孔子像的做法，嘉靖九年（1530年），对孔子进行了改为“至圣先师”等多次变革。清朝恢复了孔子像，同时复兴了唐朝以来的释奠形式。